# Noblella peruviana
Noblella peruviana es una especie de anfibio anuro de la familia Strabomantidae. Es  endémica de Perú. Ha sido confundida con Psychrophrynella usurpator.